# Джурджулешты (порт)
Международный свободный порт Джурджулешты (рум. Portul Internațional Liber Giurgiulești) — порт, расположенный в 133,8 км от Чёрного моря на левом берегу реки Прут и Дунай в селе Джурджулешты. В собственности Международного банка реконструкции и развития.
Порт образован в 2006 году после обмена с Украиной территориями, по которому Молдова получила 430 метров побережья Дуная и Прута. Порт находится в непосредственной близости от молдавской границы с Румынией и Украиной. Единственный порт Республики Молдова с выходом к Чёрному морю. Вся территория порта Джурджулешты имеет статус свободной экономической зоны до 2030 года. Свободная экономическая зона порта предоставляет национальным и международным инвесторам благоприятные условия для инвестиций и бизнеса. Порт является региональным узлом логистики на границе с ЕС.

## История
Порту Джурджулешты принадлежит 480 метров побережья Дуная, которые Молдова получила от Украины взамен за участок автодороги у села Паланка Штефан-Водского района Молдовы.

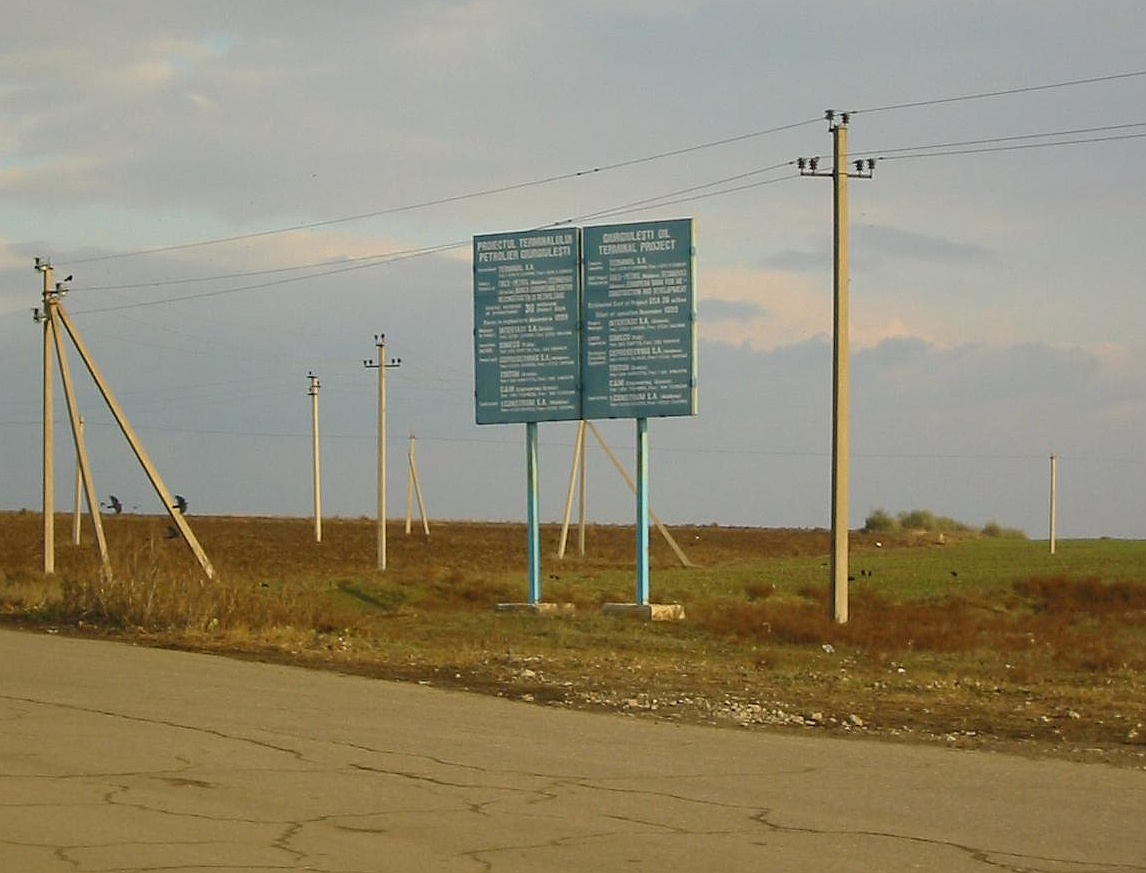
Указатель на месте строительства нефтяного терминала

В 1996 году близ села начато строительство нефтеналивного терминала. Оно было закончено в 2006 году. Терминал включает в себя причал для приёма нефтяных танкеров, 8 резервуаров общей ёмкостью 52 тысячи тонн, комплексную систему закачки нефтепродуктов из морских цистерн в резервуары. Нефтепродукты будут доставляться на терминал в танкерах и далее поставляться потребителям автомобильным и железнодорожным транспортом.
В 2007 году в Джурджулештах началось строительство грузового и пассажирского порта, которые были сданы в эксплуатацию в 2009 году. В 2008 году была открыта железнодорожная ветка от Кагула до порта Джурджулешты. В 2010 году грузооборот достиг 375 тысяч тонн, а в 2011 году запущено регулярное морское грузовое сообщение со Стамбулом. Со строительством украинского канала «Дунай — Чёрное море», суда в Джурджулешты стали ходить по морскому подходному каналу и гирлу Быстрое, а не через румынский рукав Сулинское гирло, вход в который закрывается после 14 часов дня. В 2015 году, после окончания строительства, был запущен второй зерновой терминал.